# Max Mittelman
Maxwell Braden „Max” Mittelman (Los Angeles, 1990. szeptember 5. –) amerikai szinkronszínész, aki számos japán animéhez és videójátékhoz kölcsönözte hangját. Elsősorban a One-Punch Man főszereplőjének, Szaitamának az angol hangjaként ismert.

## Filmográfia

### Anime
| Év              | Cím                                      | Szerep           | Megjegyzések                 | Forrás      |
| --------------- | ---------------------------------------- | ---------------- | ---------------------------- | ----------- |
| 2014            | Toradora!                                | Noto Hiszamicu   | Jason Baker néven            | [ 1 ]       |
| 2014            | Doraemon                                 | Soby             | A Stand by Me Doraemonban is | [ 1 ]       |
| 2014            | Blood Lad                                | Josida           | Jason Baker néven            | [ 1 ] [ 2 ] |
| 2015            | Coppelion                                | Kuroszava Haruto |                              | [ 1 ] [ 3 ] |
| 2015            | Magi: The Kingdom of Magic               | Junan            |                              | [ 1 ] [ 4 ] |
| 2015            | A Lull in the Sea                        | Szakisima Hikari |                              | [ 1 ] [ 5 ] |
| 2015–16         | Aldnoah.Zero                             | Kaizuka Inaho    |                              | [ 1 ] [ 6 ] |
| 2015            | Sword Art Online II                      | Dzsun            |                              | [ 1 ] [ 7 ] |
| 2015–16         | Durarara!!x2                             | Sidzsima Hiroto  |                              |             |
| 2015            | The Seven Deadly Sins                    | King             |                              | [ 8 ]       |
| 2016            | Your Lie in April                        | Arima Kószei     |                              | [ 9 ]       |
| 2016            | Ajin                                     | Ota              | 1–2. epizód                  |             |
| 2016            | Mobile Suit Gundam: Iron-Blooded Orphans | Ein Dalton       |                              | [ 10 ]      |
| 2016            | One-Punch Man                            | Szaitama         |                              | [ 11 ]      |
| 2016–napjainkig | The Asterisk War                         | Jabuki Eisiro    |                              | [ 12 ]      |
| 2016            | Erased                                   | Siratori Dzsun   |                              | [ 13 ]      |

### Animációs sorozatok
| Év      | Cím                                     | Szerep                   | Megjegyzések              | Forrás       |
| ------- | --------------------------------------- | ------------------------ | ------------------------- | ------------ |
| 2013    | Ultimate Spider-Man                     | Rhino (első hangja)      |                           | [ 14 ]       |
| 2014    | Breadwinners                            | Poltergoose, felhőszörny |                           | [ 1 ] [ 15 ] |
| 2014–15 | Fifi: Cat Therapist                     | Robin, David             |                           |              |
| 2015–   | Miraculous: Tales of Ladybug & Cat Noir | Plagg                    |                           | [ 16 ]       |
| 2015–16 | Transformers: Rescue Bots               | Blurr                    |                           | [ 1 ] [ 17 ] |
| 2016    | Shimmer and Shine                       | kisebb szerepek          |                           |              |
| 2016    | Ben 10                                  | Overflow                 | 2016-os sorozat           |              |
| 2023    | Star Wars: A Rossz Osztag               | Grotton kormányzó        | Epizód: "A magányos klón" |              |

### Film
| Év   | Cím                            | Szerep      | Megjegyzések | Forrás |
| ---- | ------------------------------ | ----------- | ------------ | ------ |
| 2016 | Kingsglaive: Final Fantasy XV  | Tredd Furia |              |        |
| 2016 | Mobile Suit Gundam Thunderbolt | Io Fleming  |              |        |

### Videójátékok
| Év   | Cím                                                  | Szerep                                  | Megjegyzések                              | Forrás        |
| ---- | ---------------------------------------------------- | --------------------------------------- | ----------------------------------------- | ------------- |
| 2014 | Atelier Escha & Logy: Alchemists of the Dusk Sky     | Logix „Logy” Fiscario                   | Az Atelier Escha & Logy Plus verzióban is |               |
| 2014 | Diablo III: Reaper of Souls                          | Rayeld the Younger, Crazed Hermit       |                                           |               |
| 2014 | Sunset Overdrive                                     | Scout                                   |                                           | [ 18 ]        |
| 2015 | Skylanders: SuperChargers                            | Panderghast                             |                                           | [ 19 ]        |
| 2015 | Lego Dimensions                                      | kisebb szerepek                         |                                           |               |
| 2015 | Halo 5: Guardians                                    | Rooker (RKR 1206-5), prométeai kapitány |                                           | [ 20 ]        |
| 2015 | Fallout 4                                            | Zeke, Brendan Volkert, Northy           |                                           |               |
| 2015 | StarCraft II: Legacy of the Void                     | Stone                                   |                                           |               |
| 2015 | Star Wars Battlefront                                | Quarren                                 |                                           |               |
| 2015 | Stella Glow                                          | Rusty                                   |                                           |               |
| 2016 | Fire Emblem Fates                                    | Leo, Forrest, Kaden                     |                                           |               |
| 2016 | Return to PopoloCrois: A Story of Seasons Fairytale  | Nino                                    |                                           |               |
| 2016 | Bravely Second: End Layer                            | Angelo W. Panettone                     | nincs feltüntetve                         |               |
| 2016 | Atelier Sophie: The Alchemist of the Mysterious Book | Logix „Logy” Fiscario                   | Az Atelier Shallie Plus verzióban is      |               |
| 2016 | Mirror’s Edge Catalyst                               | Kuma                                    |                                           |               |
| 2016 | Star Ocean: Integrity and Faithlessness              | Fidel Camuze                            |                                           |               |
| 2016 | World of Warcraft: Legion                            | Prince Farondis                         |                                           |               |
| 2016 | Shin Megami Tensei IV: Apocalypse                    | Hallelujah                              |                                           |               |
| 2017 | Persona 5                                            | Szakamoto Rjúdzsi                       |                                           | [ 21 ] [ 22 ] |
| 2020 | Genshin Impact                                       | Arataki Itto                            |                                           | [ 23 ]        |

### Egyéb szinkronszerepek
| Év   | Cím                | Szerep           | Megjegyzések        | Forrás |
| ---- | ------------------ | ---------------- | ------------------- | ------ |
| 2014 | Two and a Half Men | Mechanical Demon | 12. évad, 1. epizód | [ 24 ] |
| 2015 | Agymenők           | Tech Support     | 8. évad, 22. epizód |        |